# Gol TV
Gol TV är en amerikansk TV-kanal som inriktar sig på sändningar av fotbollsmatcher i USA och Sydamerika. TV-kanalen lanserades i februari 2003 och ägs sedan 2007 av Tenfield.